# مهدي العربي
مهدي العربي هو عميد ليبي خدم لحساب القوات المسلّحة الليبية والقوات الموالية لمعمر القذافي، كما شغل في وقت ما منصب نائب رئيس أركان الجيش الليبي. خلال الحرب الأهلية الليبية عام 2011؛ تمّ توجيه عددٍ من الاتهامات له في مقدمتها المساعدة في قمع الاحتجاجات السلمية،  وعلى الأخص في مدينة الزاوية.
اعتقلته قوات الثوار الليبيين بحلول الحادي والعشرين من شهر آب/أغسطس العربي في مدينة الزاوية، ثم نشر الثوار فيديو يصوّر العربي وهو مُحتجز لديهم قبل أن يتم نشر الفيديو على منصة يوتيوب يوم 11 أيلول/سبتمبر من نفس العام.